# Paragaleus pectoralis
Paragaleus pectoralis es una especie de elasmobranquio carcarriniforme de la familia Hemigaleidae.